# 高橋礼司
高橋 礼司（たかはし れいじ、1927年 - 2020年11月19日）は、日本の数学者。専攻は群の表現論。ブルバキ関連の著訳書がある。

## 略歴
- 1927年 静岡県に生まれる
- 1951年 東京大学理学部数学科卒業
- 1953年 フランス政府招聘留学生としナンシー大学留学
- 1967年 東京大学教養学部教授
- 1975年 ナンシー大学理学部教授
- 1982年 上智大学理工学部教授
- 1993年 放送大学教授
- 1998年 定年退職

## 主な著書
- Analyse Harmonique (CIMPA, 1982)
- 『新版 複素解析』東京大学出版会、1990年
- 『線型代数I・II』放送大学教育振興会、1995-1996年
- 『対称性の数学―文様の幾何と群論』放送大学教育振興会、1998年、ちくま学芸文庫、2022年
- 『線型代数講義―現代数学への誘い』日本評論社、2014年

### 訳書
- アンリ・カルタン『複素函数論』岩波書店、1965年
- ジャン・デュドネ『人間精神の名誉のために　数学賛歌』岩波書店、1989年
- モーリス・マーシャル『ブルバキ 数学者達の秘密結社』シュプリンガー・ジャパン〈シュプリンガー数学クラブ〉2002年、丸善出版、2012年
- J.F.ダース、A.レーヌ、A.パピョー編著『謎を解く人びと：数学への旅』シュプリンガー・ジャパン、2008年、丸善出版、2012年